# 乌程汉简
乌程汉简是出土於中華人民共和國浙江省的簡牘，於2009年出土於湖州市人民路一工地。2019年，古文字学家、中国美术学院汉字文化研究所所长曹锦炎帶人整理、解讀乌程汉简。乌程汉简出土後一度流散民间，後经多人抢救、征集，截至2022年，已有350余枚乌程汉简被收集、保存。乌程汉简的年代為西汉初期至东汉中期。这批汉简有汉代初期的古隶书法风格，當時是篆书向隶书转变时期。乌程汉简为漢朝乌程县署遗留的文物，内容以往来公文、行政事务为主。乌程汉简中還有九九乘法表以及仓颉篇。